# Сборная Суринама по футболу
Сборная Суринама по футболу (нидерл. Surinaams voetbalelftal) — национальная футбольная сборная, которая представляет Суринам на международных матчах по футболу. Управляющая организация — Суринамская футбольная ассоциация. Хотя страна находится в Южной Америке, сборная является членом не КОНМЕБОЛ, а КОНКАКАФ, вместе с Гайаной и Французской Гвианой.
В рейтинге ФИФА на 26 октября 2023 года занимает 144-е место. Наивысшая позиция — 84-е место (август 2008 года).

## История
Суринам впервые принял участие в отборочных матчах на чемпионат мира в 1938 году, но никогда не выходил в финальную стадию.
Суринам выигрывал чемпионат КОЕ (предшественник Карибского кубка) в 1978 году, занимала 2-е место в 1979 и достигала 4-го места уже в Карибском кубке в 1994 и 1996 годах. До независимости Суринама в 1975 году, он соревновался в качестве национальной сборной Нидерландской Гвианы. В отличие от Нидерландских Антильских островов, другой бывшей голландской колонии, в Суринаме решили, что игроки, которые выезжают за границу, чтобы играть в Нидерландах, не имеют права играть за сборную.

## Игроки
Суринам подготовил много превосходных игроков, которые могли бы играть за сборную своей родины, но лишились этого права, уехав играть в Европу. Некоторые из наиболее известных таких игроков — Эдгар Давидс, Кларенс Зеедорф, Арон Винтер, Ромео Кастелен и Джимми Флойд Хассельбайнк. Кроме того, много игроков суринамского происхождения, которые родились в Нидерландах, такие как Франк Райкаард, Рууд Гуллит и Патрик Клюйверт, могли играть за Суринам. Ещё около 150 менее известных игроков суринамского происхождения играют в различных европейских лигах. 
Хотя эти игроки решили играть за сборную Нидерландов, некоторые из них могут играть в Суринаме в ходе международного футбольного турнира PARBO Beer Cup. Этот турнир не организован региональной конфедерацией футбола и поэтому официально не признан ФИФА. Например, Эдгар Давидс, Джермейн Ленс и Милано Кундерс принимали участие в этом турнире в предыдущие годы в составе сборной своей исторической родины, хотя они и не являются официальными членами национальной команды.

## Чемпионат мира
- 1930 — не участвовала
- 1934 — не участвовала
- 1938 — забрала заявку
- 1950 — 1958 — не участвовала
- 1962 — 1986 — не прошла квалификацию
- 1990 — не участвовала
- 1994 — 2022 — не прошла квалификацию

## Золотой кубок КОНКАКАФ
- 1991 — не прошла квалификацию
- 1993 — забрала заявку
- 1996 — не прошла квалификацию
- 1998 — не участвовала
- 2000 — 2002 — не прошла квалификацию
- 2003 — забрала заявку
- 2005 — 2019 — не прошла квалификацию
- 2021 — квалифицировались

## Панамериканские игры
- 1951 — 1987 — не прошла
- 1991 — 1 тур
- 1995 — 2003 — не прошла

## Текущий состав
Следующие игроки были вызваны в состав сборной главным тренером Дином Горре для участия в матчах отборочного турнира чемпионата мира 2022 против сборной Бермудских Островов (4 июня 2021) и сборной Канады (8 июня 2021).
Игры и голы приведены по состоянию на 27 марта 2021 года:
|  | Вр  | Клайдел Кохинор      | 7 февраля 1992 (33 года)  | 21 | 0  | Робингуд         |  |  |
|  | Вр  | Варнер Хан           | 15 июня 1992 (32 года)    | 2  | 0  | Андерлехт        |  |  |
|  | Вр  | Исхан Корт           | 1 июня 2000 (25 лет)      | 1  | 0  | Алмере Сити U21  |  |  |
|  |     |                      |                           |    |    |                  |  |  |
|  | Защ | Райан Донк           | 30 марта 1986 (39 лет)    | 2  | 2  | Галатасарай      |  |  |
|  | Защ | Шакил Пинас          | 19 марта 1998 (27 лет)    | 2  | 1  | АДО Ден Хааг     |  |  |
|  | Защ | Дамил Данкерлёй      | 24 августа 1996 (28 лет)  | 2  | 0  | Гронинген        |  |  |
|  | Защ | Миенти Абена         | 12 декабря 1994 (30 лет)  | 2  | 0  | Спартак          |  |  |
|  | Защ | Дион Малоне          | 13 февраля 1989 (36 лет)  | 2  | 0  | НАК Бреда        |  |  |
|  | Защ | Рамон Леувин         | 1 сентября 1987 (37 лет)  | 2  | 0  | АЗ               |  |  |
|  | Защ | Риджесиано Хапс      | 12 июня 1993 (31 год)     | 0  | 0  | Фейеноорд        |  |  |
|  |     |                      |                           |    |    |                  |  |  |
|  | ПЗ  | Роланд Алберг        | 6 августа 1990 (34 года)  | 2  | 1  | Хайдарабад       |  |  |
|  | ПЗ  | Келвин Лердам        | 24 июня 1990 (34 года)    | 2  | 0  | Интер Майами     |  |  |
|  | ПЗ  | Тьяронн Шери         | 4 июня 1988 (36 лет)      | 1  | 0  | Маккаби Хайфа    |  |  |
|  | ПЗ  | Диего Бисесвар       | 8 марта 1988 (37 лет)     | 1  | 0  | Аполлон Лимасол  |  |  |
|  | ПЗ  | Митчелл Дональд      | 10 декабря 1988 (36 лет)  | 0  | 0  | ББ Эрзурумспор   |  |  |
|  | ПЗ  | Райан Колвейк        | 8 августа 1985 (39 лет)   | 0  | 0  | Алмере Сити      |  |  |
|  |     |                      |                           |    |    |                  |  |  |
|  | Нап | Димитри Апай         | 19 июля 1994 (30 лет)     | 23 | 4  | Дабл-Ю Коннекшн  |  |  |
|  | Нап | Инвензо Комвалиус    | 24 июня 1997 (27 лет)     | 13 | 8  | Дугополе         |  |  |
|  | Нап | Глеофило Влейтер     | 17 сентября 1999 (25 лет) | 9  | 11 | Бейтар Иерусалим |  |  |
|  | Нап | Найджел Хассельбайнк | 21 ноября 1990 (34 года)  | 4  | 4  | Бней Сахнин      |  |  |
|  | Нап | Флориан Йозефсон     | 9 февраля 1991 (34 года)  | 1  | 1  | Ротерем Юнайтед  |  |  |
|  | Нап | Шералдо Беккер       | 9 февраля 1995 (30 лет)   | 0  | 0  | Реал Сосьедад    |  |  |
|  | Нап | Митчелл те Вреде     | 7 августа 1991 (33 года)  | 0  | 0  | Аль-Фатех        |  |  |